# David 2. af Skotland
David 2. af Skotland (middelaldergælisk Daibhidh a Briuis, skotsk gælisk Dàibhidh Bruis, normannisk fransk Dauid de Brus, tidig skotsk Dauid Brus; 5. marts 1324 – 22. februar 1371) var en skotsk konge fra 1329 og frem til sin død, og han var den sidste person i den mandlige linje af Huset Bruce. Selvom han tilbragte lange periode i eksil eller i fangeskab formåede han at forhindre de engelske forsøg der var på, at annektere hans kongerige.
Efter slaget ved Halidon Hill i 1333 blev han sendt til Frankrig i eksil. Landet var allieret med Skotland i hele hundredårskrigen. Under slaget ved Neville's Cross i 1346 blev han taget til fange og tilbragte lang tid som fange i England.
Han døde på Edinburgh Castle, og han efterlod et stærkt monarki i Skotland.